# Condado de Świebodzin
Condado de Świebodzin (polaco: powiat świebodziński) é um powiat (condado) da Polónia, na voivodia da Lubúsquia. A sede do condado é a cidade de Świebodzin. Estende-se por uma área de 937,45 km², com 56 165 habitantes, segundo o censo de 2005, com uma densidade de 59,91 hab/km².

## Divisões admistrativas
O condado possui:
Comunas urbana-rurais: Świebodzin, Zbąszynek
Comunas rurais: Lubrza, Łagów, Skąpe, Szczaniec
Cidades: Świebodzin, Zbąszynek

## Demografia
População (dados de 30 de Junho de 2005):
|          | Total   | Total | Mulheres | Mulheres | Homens  | Homens |
| -------- | ------- | ----- | -------- | -------- | ------- | ------ |
|          | pessoas | %     | pessoas  | %        | pessoas | %      |
| Total    | 56 165  | 100   | 28 785   | 51,3     | 27 380  | 48,7   |
| Cidades  | 26 869  | 100   | 14 020   | 52,2     | 12 849  | 47,8   |
| Povoados | 29 296  | 100   | 14 765   | 50,4     | 14 531  | 49,6   |